# No More Days to Waste
No More Days to Waste is het debuutalbum van de Duitse poppunk band Aloha from Hell. Het album werd uitgebracht door platenlabel Sony BMG op 16 januari 2009. Het tiende nummer op het album ("Girls Just Wanna Have Fun") is een cover van het originele nummer met dezelfde titel van Cyndi Lauper.

## Singles
"Don't Gimme That" en "Walk Away" zijn in 2008 op single verschenen. Ze haalden de Duitse en Oostenrijkse hitparade. In 2009 werden "No More Days to Waste" en "Can You Hear Me Boys" uitgebracht. De twee singles haalden de Duitse en Japanse hitparade.

## Tracklist
1. "No More Days to Waste" - 3:01
2. "Can You Hear Me Boys" - 3:39
3. "Don't Gimme That" - 3:04
4. "Fear Of Tomorrow" - 3:43
5. "Walk Away" - 4:12
6. "Don't Hurt Yourself" - 3:45
7. "Wake Me Up" - 3:22
8. "Hello, Hello" - 3:46
9. "How Come You Are The One" - 3:43
10. "Girls Just Wanna Have Fun" - 2:52
11. "You" - 3:07
12. "Catch Me If You Can" - 2:47
13. "Don't Gimme That (Alternative Rock Version)" - 3:22